# Ball4Real
Ball4Real – koszykarska trasa z udziałem streetballerów, powstała jako konkurencja dla And 1 Mixtape Tour, w wyniku konfliktu koszykarzy oraz generalnej menedżerki Lisy Fusco z firmą And 1. Funkcjonowała tylko przez jeden sezon letni (2007), zanim nie została rozwiązana.
W 2007 roku doszło do konfliktu w firmie And 1, na skutek którego część zawodników, menadżerka Lisa Fusco oraz trener Steve Burtt opuściło firmę na korzyć nowego, konkurencyjnego projektu o nazwie Ball4Real. Konflikt między zawodnikami a kierownictwem firmy zaczął narastać, od kiedy w maju 2005 roku, została ona przejęta przez American Sporting Goods od jej twórców – Setha Bergera i Jaya Gilberta. Drużynę opuścili wtedy: Owens, Dixon, Heyward, Holman, Humphrey, Chism, Fontenette, Woney, Harvey, Davis, Martin. Z czasem do konkurencyjnej trasy – Ball4Real World Tour dołączyli i inni streetballerzy, jednak nie posiadający wcześniej oficjalnych kontraktów z And 1 jak: Ryan "Special FX" Williams, Patrick "Pat Da Roc" Robinson, Earvin "I'll Be Right Back" Opong, Dashon "Killa" Kirby.
Zwycięzcą trasy oraz nagrody głównej, czyli kontraktu z Ball4Real, został Patrick "Pat Da Roc" Robinson, który pokonał w finale Joela „King Handles” Haywooda. W lutym 2008 roku trasa została rozwiązana ze względów finansowych, braku wsparcia medialnego oraz niskiej frekwencji na meczach.
Projekt chciał kontynuować Waliyy Dixon pod nową nazwą Ball4Life, jednak bez sukcesów.

## Zawodnicy Ball4Real
- Shane "The Dribbling Machine" Woney (Bronx, Nowy Jork)
- John "High Octane" Harvey (Bronx, Nowy Jork)
- Aaron "AO" Owens (Filadelfia, Pensylwania)
- John "Helicopter" Humphrey (Morehead City, Karolina Północna)
- Waliyy "Main Event" Dixon (Linden, New Jersey)
- Jerome "Circus" Holman (Brooklyn, Nowy Jork)
- Jamar "Pharmacist" Davis (Bronx, Nowy Jork)
- Anthony "1/2 Man 1/2 Amazing" Hayward (Brooklyn, Nowy Jork)

- Taurian “Air Up There/Mr. 720” Fontenette (Hitchcock, Teksas)
- Robert "50" Martin (Atlanta, Georgia)
- Dennis "Spyda" Chism (Atlanta, Georgia)
- Ryan "Special FX" Williams (Nowy Jork)
- Dashon "Killa" Kirby
- Earvin "I'll Be Right Back" Opong (Nowy Jork)
- Patrick "Pat Da Roc" Robinson